# Нью-Сенатор (кальдера)
Кальдера Нью-Сенатор — великий архейський кальдерний комплекс у самому серці мегакальдерного комплексу Рівер-Блейк, Квебек, Канада. Діаметр кальдери 15-30 км, складена з потужних масивних мафічних послідовностей. Вважається, що кальдерний комплекс на ранніх стадіях розвитку кальдери був підводним лавовим озером. Габрові сілли — лавові озера, які поширені в кальдерах мафічних вершин. Ці підводні лавові озера являють собою великі утворення варіацією розміру зерен від грубозернистого до дрібнозернистого та верхівкою з гіалокластиту. Ківанісська (Норандська) інтрузія, високорівнева синвулканічна магматична камера, прориває кислі породи і, своєю чергою, порізана базальтовими дайками та сіллами. Розлом Гленвуд утворює східний край кальдери Нью-Сенатор.